# Bibi Osterwald
Margaret Virginia "Bibi" Osterwald (3 de febrero de 1920–2 de enero de 2002) fue una actriz estadounidense.

## Vida y carrera
Osterwald nació en Nuevo Brunswick, Nueva Jersey, hija de Dagmar (Kvastad) y Rudolf August Osterwald, propietario de un hotel.
Como estudiante, Osterwald actuó en la revista semiprofesional de la Universidad Católica de Washington D. C. en agosto de 1942. Adquirió experiencia interpretativa en cinco años de trabajo en el teatro de verano de Rockville, Maryland. Protagonizó Ten Nights in a Barroom en el Willard Hotel durante ocho semanas a partir de mediados de agosto de 1943. A continuación, siguió su carrera en los escenarios de Nueva York. La Central Opera House [NYC], con asientos 2000, presentó a Osterwald protagonizando Broken Hearts of Broadway en junio de 1944. "Miss Osterwald está en Broadway como una de las participantes destacadas en 'Sing Out, Sweet Land'. Es más, junto a las estrellas Alfred Drake y Burl Ives, ha recibido los mayores elogios de los críticos que vieron la obra fuera de la ciudad. Su gira incluyó Hartford, Boston y Filadelfia". -28 de diciembre de 1944.[cita requerida]
Osterwald actuó en espectáculos de Broadway como Gentlemen Prefer Blondes, Bus Stop, Three to Make Ready y The Golden Apple, por el que ganó un Outer Critics Circle Award en 1953.
A finales de la década de 1940, Osterwald comenzó a aparecer en televisión, donde continuó hasta finales de 2001. Fue más conocida por su papel televisivo de Stella O'Brien, la cascarrabias ama de llaves de la familia Hathaway en la telenovela, Where the Heart Is en la década de 1970 y también como Mrs. Sophie Steinberg, madre de David Birney y la suegra de Meredith Baxter en la serie cómica, Bridget Loves Bernie.: 136  En 1982, interpretó el papel de Nanny McTavish, la confidente de Holly Sutton, en la serie General Hospital. Sus otros papeles incluyen como Mrs. Nakamura en The Absent-Minded Professor (1988). También era habitual en The S.S. Holiday (1950),: 1008  The Imogene Coca Show (1954),: 499  Captain Billy's Showboat (1948): 159  y Front Row Center (1949).: 370 
En los años inmediatamente anteriores a su muerte, en 2002, fue actriz de doblaje de la serie de dibujos animados Rugrats. También apareció en varias películas, como Parrish (1961), The World of Henry Orient (1964) (en la que interpretó el papel de Erica "Boothy" Booth), A Fine Madness (1966), Bank Shot (1974), Caddyshack II (1988) y As Good as It Gets (1997).[cita requerida]
Fuera del mundo de la interpretación, participaba con frecuencia en la serie de Ben Bagley's Revisited de famosos compositores pop, que incluía álbumes de rarezas de Cole Porter, Rodgers & Hart Vol.2 y Frank Loesser. Osterwald era católica practicante y republicana.
El 2 de enero de 2002, Osterwald falleció de una afección pulmonar en Burbank, California, a la edad de 81 años.

## Filmografía
| Año  | Título                     | Papel                       | Notas |
| ---- | -------------------------- | --------------------------- | ----- |
| 1961 | Parrish                    | Rosie                       |       |
| 1964 | The World of Henry Orient  | Erica Booth                 |       |
| 1966 | A Fine Madness             | Mrs. Fitzgerald             |       |
| 1967 | The Tiger Makes Out        | Mrs. Ratner                 |       |
| 1974 | Bank Shot                  | Mums Gornik                 |       |
| 1977 | The Great Smokey Roadblock | Annie McCarigle             |       |
| 1978 | The Great Bank Hoax        | Sara Pennysworth            |       |
| 1988 | Moving                     | Crystal Butterworth         |       |
| 1988 | Caddyshack II              | Mrs. Pierpont               |       |
| 1994 | Angie                      | Dr. Gould's Nurse           |       |
| 1995 | The Wayans Bros.           | Vendedora                   | S1:E8 |
| 1996 | The Paper Brigade          | Widow Hansen                |       |
| 1996 | The Glimmer Man            | Mujer en brazos de Ovington |       |
| 1997 | As Good as It Gets         | Mujer del vecino            |       |